# レオーネ・セクスタス・トルマッシュ
レオーネ・セクスタス・デニス・オズウルフ・フラウダティフィリウス・トルマッシュ＝トルマッシュ・デ・オレラーナ・プランタジェネット・トルマッシュ＝トルマッシュ(Leone Sextus Denys Oswolf Fraudatifilius Tollemache-Tollemache de Orellana Plantagenet Tollemache-Tollemache、1884年6月10日 - 1917年2月20日)は、イギリスの軍人。イギリス陸軍の一員として第一次世界大戦に従軍し、フランス戦線にて戦死した。最終階級は大尉。その長い姓は出生当時の英語圏で史上最長であったとされ、多重姓としても最多重であるとされた。

## 経歴

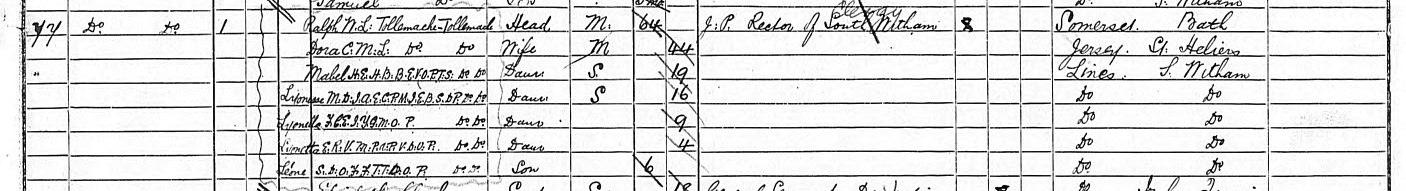
1891年度国勢調査からの抜粋。トルマッシュ＝トルマッシュ家の者はいずれも多重姓が略記されており、レオーネの名は下から2段目にLeone S. D. O. F. F. T. T. D. O. P.として記録されている

レオーネは地元の変人牧師として知られたラルフ・トルマッシュ＝トルマッシュの六男としてリンカンシャーに生を受けた。彼はラルフの2人目の妻ドラ・クレオパトラ・マリア・ロレンザ・デ・オレラーナ(Dora Cleopatra Maria Lorenza de Orellana)の子で、ラルフにとっては8人目の子供だった。ラルフはレオーネを含む8人の子供全てに奇妙な名前を与えていた。
出生時の姓はトルマッシュ＝トルマッシュ(Tollemache-Tollemache)だった。この姓は1876年の再婚の際、ラルフが元の姓トルマッシュをそのまま二重姓にしたものだった。デ・オレラーナ(de Orellana)はスペイン系の血を引く母の姓であり、これも多重姓の一部としてレオーネに与えられた。またレオーネが六男である事からセクスタス(Sextus)が重ねられた。さらに重ねられたフラウダティフィリウス(Fraudatifilius)は、ラテン語で「だまし取った息子」の意味になる。レオーネ(Leone)という名も、兄や姉の名前に見られるパターンを繰り返したものである。彼の兄と姉の名はライオネル(Lyonel)、ライオネス(Lyonesse)、ライルフ(Lyulph)、ライオナ(Lyona)、レオ(Leo)、ライオネラ(Lyonella)、ライオネッタ(Lyonetta)であった。さらに最初の頭文字5つ、LSD OFは英国の通貨単位に対応している。すなわち、Lはポンド(£)を、Sはシリング(s)を、Dはペンス(d.)を意味する。この点については1863年に父ラルフと最初の妻の間で勃発した金銭に関する争議が一つの理由と見られている。兄のライルフ・イェドワロ・オーディン・ネスター・エグバート・ライオネル・テドマーグ・ヒュー・エシェンウィン・サクソン・イーサ・クロムウェル・オーマ・ネヴィル・ディザート・プランタジネット・トルマッシュ＝トルマッシュ(Lyulph Ydwallo Odin Nestor Egbert Lyonel Toedmag Hugh Erchenwyne Saxon Esa Cromwell Orma Nevill Dysart Plantagenet Tollemache-Tollemache)も、それぞれの頭文字15字を並べるとLYONEL THE SECONDという言葉になる。しかし結局、レオーネはこの長大な姓を短縮してレオーネ・セクスタス・トルマッシュ(Leone Sextus Tollemache)を名乗るようになった。
1902年には英陸軍に入隊し、サンドハースト王立陸軍士官学校への入学を果たした。第一次世界大戦以前にはインドやアイルランド・ファーモイで勤務した。1914年4月23日、ノース・ヨークシャーのエークームにてアイルランド系のキャスリーン・メアリー・ミルズとの結婚を果たす。新婚旅行では再びファーモイを訪れている。1915年1月12日、息子デニス・ハーバード・ジョージが生まれるが、この際にキャスリーンは命を落としてしまった。
第一次世界大戦勃発後の1914年9月、レオーネはユニオン＝キャッスル・ラインの汽船ブレーマー・キャッスル号によってフランス戦線へと送られた。彼は戦地にて個人的な日記を付けていたという。1916年、レオーネは第1オーストラリア師団第3オーストラリア歩兵旅団がガリポリからソンムに再配置された後、英陸軍から旅団副官として同旅団に出向した。1917年、レオーネは任務の最中にインフルエンザによって死亡した。彼はアルベルト近郊のデルナンクールにある共同戦争墓地に葬られた。
またレオーネの兄レオ・クインタス・トルマッシュ＝トルマッシュ・デ・オレラーナ・プランタジェネット(Leo Quintus Tollemache-Tollemache de Orellana Plantagenet)も、リンカンシャー連隊第1大隊の一員としてフランス戦線に従軍していたが、1914年11月1日に戦闘中行方不明になっている。レオは戦死したとされているが遺体は発見されなかった。レオの名はメニン門記念碑に刻まれている。